# 內階增二
天貓座18，又名BD+59 1065，HD 55280、SAO 26248、HR 2715，是天貓座的一颗恒星，视星等为5.2，位于銀經156.99，銀緯26.2，其B1900.0坐标为赤經7h 7m 10.9s，赤緯+59° 26.2′ 57″。